# Kenya Sawada
Kenya Sawada (澤田 拳也, Sawada Ken'ya; Kanegawa, 28 gennaio 1965) è un attore giapponese, è apparso in numerose pellicole di Hong Kong, in occidente è più noto per aver interpretato il Capitano Sawada in Street Fighter - Sfida finale.

## Biografia
Inizialmente selezionato per interpretare Ryu  nell'adattamento cinematografico, tuttavia la parte è passata a Byron Mann, a causa delle poca conoscenza dell'Inglese di Sawada. 
Ha interpretato il personaggio di Capitano Sawada negli adattamenti videoludici del film. 

## Filmografia Parziale
- Street Fighter - Sfida finale - regia di Steven E. de Souza (1994)
- Thunderbolt - Sfida mortale - regia di Gordon Chan (1995)
- Guizi Lai Le - regia di Jiang Wen (2000)
- La vendetta del dragone - regia di Tung-Shing Yee (2009)
- The Legend Is Born - Ip Man - regia di Herman Yau (2010)
- The Great Magician  - regia di Derek Yee (2011)
- Hidden Man - regia di Jiang Wen (2018)